# Tiago Sá
Pour les articles homonymes, voir Sá.
Tiago Magalhães de Sá, abrégé Tiago Sá, né le 11 janvier 1995 à Vila Verde, est un footballeur portugais. Il évolue au poste de gardien de but avec le SC Braga.

## Carrière

### En équipe nationale
Gardien remplaçant au début du championnat d'Europe des moins de 19 ans 2014, il remplace André Moreira, blessé, en demi-finale contre la Serbie, et permet à son équipe de se qualifier aux tirs au but.

## Statistiques
| Saison                | Club                  | Championnat           | Championnat | Championnat | Coupe(s) nationale(s) | Coupe(s) nationale(s) | Total | Total |
| Saison                | Club                  | Division              | M.          | B.          | M.                    | B.                    | M.    | B.    |
| 2013-2014             | SC Braga rés.         | LigaPro               | 17          | 0           | -                     | -                     | 17    | 0     |
| 2014-2015             | SC Braga rés.         | LigaPro               | 33          | 0           | -                     | -                     | 33    | 0     |
| 2015-2016             | SC Braga rés.         | LigaPro               | 35          | 0           | -                     | -                     | 35    | 0     |
| 2016-2017             | SC Braga rés.         | LigaPro               | 12          | 0           | -                     | -                     | 12    | 0     |
| Total sur la carrière | Total sur la carrière | Total sur la carrière | 97          | 0           | -                     | -                     | 97    | 0     |

## Palmarès
Il est finaliste de l'Euro des moins de 19 ans en 2014 avec le Portugal.